# Лука (Немировский район)
Лука́ (укр. Лука) — село на Украине, находится в Немировском районе Винницкой области.
Код КОАТУУ — 0523085902. Население по переписи 2001 года составляет 367 человек. Почтовый индекс — 22821. Телефонный код — 4331.
Занимает площадь 3,226 км².

## Адрес местного совета
22821, Винницкая область, Немировский р-н, с. Никифоровцы, ул. Ленина